# ویلیام هنری کراکر

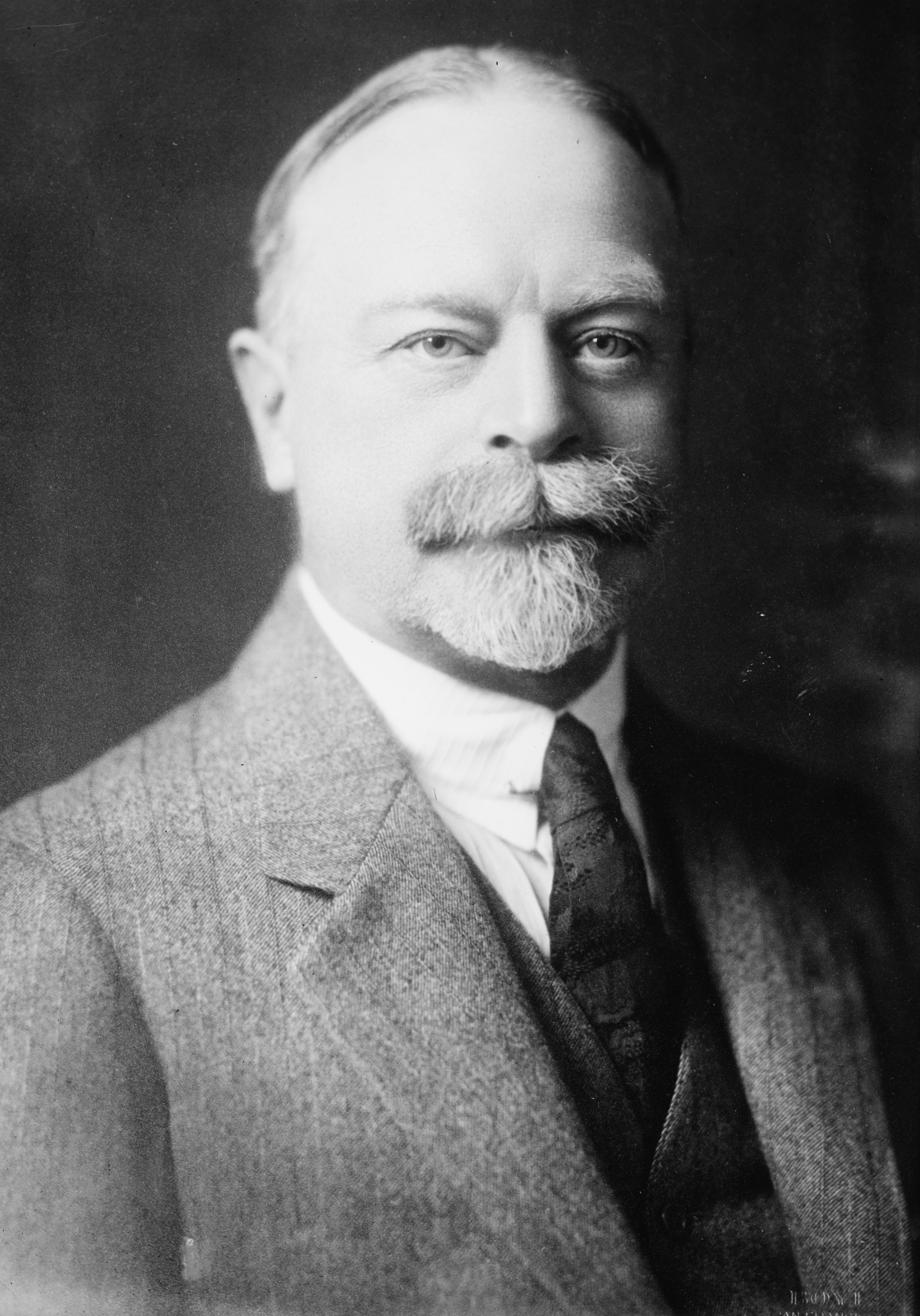
ویلیام اچ. کراکر

ویلیام هنری کراکر (William Henry Crocker I) (زادهٔ ۱۳ ژانویه ۱۸۶۱ – درگذشت ۲۵ سپتامبر ۱۹۳۷)، بانکدار آمریکایی، رئیس «بانک ملی کراکر» و عضو برجسته حزب جمهوری‌خواه بود.

## اوان زندگی
کراکر در ۱۹ ژانویه ۱۸۶۱ در ساکرامنتو، کالیفرنیا به‌دنیا آمد.
او به آکادمی فیلیپس در اندوور و دانشگاه ییل آموزش دید و در دانشگاه او یکی از برادران انجمن برادری «دلتا کاپا اپسیلون» (فصل فی) بود. پس از این‌که آتش‌سوزی ناشی از زمین‌لرزه ۱۹۰۶ میلادی عمارت‌های خانواده کراکر را کاملاً ویران کرده بود، در ۱۹۰۷ میلادی او قطعه زمین خانواده کراکر به مساحت ۲٫۶ اکر (۱۱٬۰۰۰ متر مربع) را به کلیسای بزرگ گریس اهدا کرد.

## حرفه
او تقریباً برای سی سال عضو هیئت مدیره دانشگاه کالیفرنیا بوده و از لوله میلیون-ولتی اشعه ایکس (X-ray) در آزمایشگاه تابشی لارنس در بیمارستان دانشگاه کالیفرنیا و سایکلوترون «طبی» کراکر که در آزمایشگاه برکلی برای درمان نوترونی استفاده می‌گردد، حمایت مالی می‌نمود.
کراکر ریاست نمایشگاه پاناما-پسیفیک و صندوق خیرات SE را بر عهده داشته و یکی از اعضای کلیدی کمیته‌ای بود که اپرای سانفرانسیسکو و خانه کهنه‌سربازان را ساخت. کراکر همچنین بانی مدرسه متوسطه کراکر واقع در هیلزبورو، کالیفرنیا است.
زمانی‌که بیشتر شهر سان‌فرانسیسکو در اثر آتش‌سوزی و زمین‌لرزه سال ۱۹۰۶ تخریب گردید، ویلیام کراکر و بانک وی یکی از نیروهای اصلی در تأمین مالی امور بازسازی این شهر بودند. پدر وی، چارلز کراکر (۱۸۲۲ – ۱۸۸۸ میلادی) یکی از سازندگان خط آهن سنترال پسیفیک بود.
همسر کراکر که ایتل (نام تولد: اسپری) (Sperry) نام داشت در آن زمان یکی از حامیان پیشتاز هنر امپرسیونیستی فرانسوی در کالیفرنیا بود. در دهه ۱۹۸۰ میلادی، همسر کراکر و امرسیونیست اهل کالیفرنیا، لوسی بیکن که در فرانسه تحت نظر پیسارو آموزش دیده بود، تعدادی از نقاشی‌های امرسیونیستی را به مالک نگارخانه هنری ویکری، آتیکینز و توری در سان‌فرانسیسکو که ویلیام کینگستون ویکری نام داشت، به عاریت دادند. ویکری پس از آن یک سری نمایشگاه‌ها در سان‌فراسیسکو راه اندازی نموده و از طریق نقاشی‌های هنرمندانی چون کلود مونه، اوژن بودن، پل سزان، کامی پیسارو، پیر-آگوست رنوآر و ادگارد گا انجام شده بود، امپرسیونیسم را به کالیفرنیا معرفی نمود.
خانم کراکر همچنین از آموزش گروه زویلنر کوارتت نزد سیزار تامُسن حمایت مالی نمود. پس از شش سال آموزش در اروپا، کوارتت به ایالات متحده برگشته و به نیروی خستگی ناپذیر در امر ترویج موسیقی کلاسیک خارج از مراکز مشخص و کالیفرنیای جنوبی مبدل شدند.
در ۱۹۳۶ میلادی، کراکر ۷۵٬۰۰۰ دلار را برای ساخت آزمایشگاه ارنست او. لارنس در دانشگاه کالیفرنیا، بارکلی اهدا نمود که بعداً نام این آزمایشگاه به افتخار وی «آزمایشگاه تابشی کراکر» تغییر داده شد. این آزمایش به خانه سیکلوترون ۶۰ انچی برکلی مبدل شد. در دهه ۱۹۶۰ میلادی، بخشی از این سیکلوترون به دانشگاه کالیفرنیا، دیویس منتقل گردیده و به عنوان مبنای برای آزمایشگاه هسته‌ای کراکر مورد استفاده قرار گرفت، آزمایشگاهی که نام آن به افتخار آزمایشگاه اصلی گذاشته شده بود.

## تمبرشناسی
کراکر یک مجموعه‌دار برجسته تمبرهای پستی بوده و مالک چهار تمبر پُستی ویژه 24c (1869) ایالات متحده با مرکز وارونه بود که پیش از وی در مالکیت ویلیام ترون قرار داشت.

## زندگی شخصی
پدر کراکر، چارلز کراکر یکی از چهار تاجر بزرگ خط آهن بود. ویلیام و ایتل کراکر (نام تولد: سپیری) چهار فرزند داشتند: چارلز، ویلیام ویلیارد، هیلین (راسل) و ایتل ماری (دی لیمور).
خانه عمومی کراکر، ادوین بی کراکر که در ساکرامنتو، کالیفرنیا موقعیت داشت به موزه هنری کراکر مبدل گردیده و نخستین موزه‌ای بود که در غرب کالیفرنیا باز شد.
برادرزاده وی، هری کراکر در دهه ۱۹۲۰ میلادی بازیگر سینما بود و برای مدتی به عنوان دستیار شخصی چارلی چاپلین کار می‌کرد.
دختر عموی وی، ایمی کراکر یک صوفی بوهمین بود که برای محافل افراطی‌اش در نیویورک، سانفرانسیسکو و پاریس، برای داشتن پنج شوهر و چندین عاشق، برای خالکوبی‌هایش و برای ۱۰ سال زندگی در خاور دور نه به عنوان یک توریست بلکه همانند یک بومی آنجا، توجه همگان را به خود جلب کرده بود.
نوه وی که همچنین ویلیام نام دارد، یک انسان‌شناس بازنشسته است که در مؤسسه اسمیتسونین کار می‌کرد و در حوزه قبیله‌های بومی برازیل (هندی‌های کانیلا) تخصص دارد.